# Jean Macé
Pour les articles homonymes, voir Jean Macé (homonymie) et Macé.
Jean François Macé, né le 22 août 1815 à Paris (ancien 3e arrondissement) et mort le 13 décembre 1894 à Monthiers (Aisne), est un pédagogue, enseignant, journaliste et homme politique français. Issu d'un milieu ouvrier, franc-maçon, il est l'un des fondateurs de la Ligue de l'enseignement, promouvant une éducation gratuite, universelle et laïque. De 1883 jusqu'à sa mort, il est sénateur à vie au Sénat de la Troisième République.

## Biographie
Fils d’une famille d'ouvriers (son père est conducteur de voitures de roulage), Jean Macé poursuit une excellente scolarité au collège Stanislas de Paris. Très tôt, il travaille entre autres pour le journal La République.
Contraint de quitter Paris après le coup d'État du 2 décembre 1851 de Louis-Napoléon Bonaparte, il trouve refuge en Alsace (à Beblenheim, Haut-Rhin), où il applique sa conception de la pédagogie dans une école de jeunes filles. Enseignant, il a l’idée d’écrire pour les enfants des ouvrages de vulgarisation scientifique, comme L’Histoire d’une bouchée de pain, lettres à une petite fille sur nos organes et nos fonctions, publié en 1861 et qui connaît un grand succès. Il écrit aussi des articles dans L'Économiste français, hebdomadaire économique fondé en 1862 par Jules Duval (1813-1870).
Il œuvre pour l’instruction des masses en fondant le Magasin d'éducation et de récréation en 1864 avec l'éditeur Pierre-Jules Hetzel, puis en créant la Ligue de l'enseignement en 1866, qui se bat pour l’instauration d’une école gratuite, obligatoire et laïque. C'est à cette époque qu'il se lie d'amitié avec l'officier Louis-Nathaniel Rossel (futur délégué à la guerre de la Commune de Paris), partisan de l'éducation des classes ouvrières, puis Maurice Berteaux, député de Seine-et-Oise.

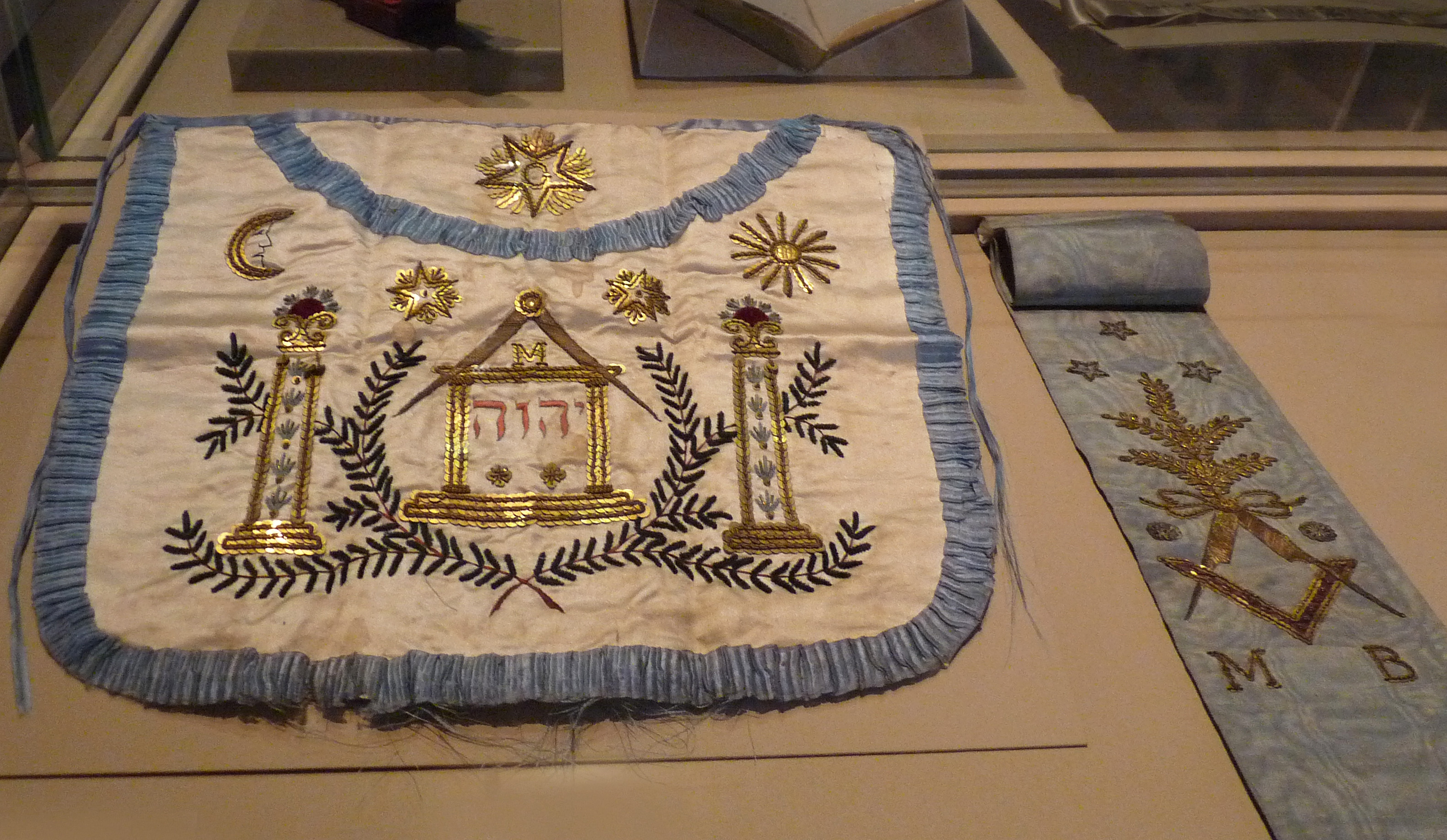
Tablier brodé et cordon de maître franc-maçon de Jean Macé.

Il est élu sénateur inamovible en 1883.
Il meurt et est inhumé à Monthiers. Ses cendres seront transférées à Beblenheim le 15 juillet 1946. Toutefois, un cénotaphe continue de perpétuer sa mémoire au cimetière de Monthiers.

## Ses engagements
Jean Macé est un adepte du fouriérisme, duquel il retient les principes de coopération et de solidarité. Faisant de l'école gratuite et laïque son cheval de bataille, il fait paraître sous pseudonyme Lettres d’un paysan d’Alsace à un sénateur sur l’instruction obligatoire dans le journal L’Industriel alsacien.
Sans être lui-même spirite, c'est pourtant avec l'aide de P.-G. Leymarie (comptable et chez qui elle est domiciliée), C. Flammarion (président) ou E. Vauchez (secrétaire) qu'est fondée l'antenne parisienne de la ligue de l'enseignement.
Avant cela, en juin 1866, il est initié à la loge maçonnique « La Parfaite Harmonie » de Mulhouse,. Il est présenté aux loges de « La fidélité » de Colmar et devient même membre des « Frères réunis » de Strasbourg en 1869. À la suite de la défaite de 1870, il influence le Grand Orient de France et lui donne une orientation davantage patriotique et chauvine. De plus, il finit par devenir membre d'honneur de la loge nancéienne « Saint-Jean-de-Jérusalem » en 1884.

## Publications
- Premier, deuxième, troisième et quatrième discours d'un vrai républicain [signé Jean Macé, garde national du 11e arrondissement], impr. de Claye et Taillefer (Paris), 1848, lire en ligne sur Gallica.
- Les vertus du républicain, Paris, Charles Furne, 1848    (Wikisource)
- L'Arithmétique du grand papa : histoire de deux petits marchands de pomme (4e éd.), J. Hetzel (Paris), 18.., lire en ligne sur Gallica.
- Histoire d'une bouchée de pain, ill. par Lorentz Froelich, J. Hetzel (Paris), 18.., lire en ligne sur Gallica.
- Les Serviteurs de l'estomac pour faire suite à l'histoire d'une bouchée de pain , J. Hetzel (Paris), 1861,
- Contes du Petit-Château, J. Hetzel (Paris), 1862, lire en ligne sur Gallica.
- Le Fils de Giboyer, impr. de C. Decker (Colmar), 1863, lire en ligne sur Gallica.
- Histoire d'une bibliothèque communale, impr. de C. Decker (Colmar), 1863,lire en ligne sur Gallica.
- Conseils pour l'établissement des bibliothèques communales, Hetzel (Paris), 1864, lire en ligne sur Gallica.
- Le Génie et la petite ville, [conte pour les grands enfants], Hetzel (Paris), 1868, lire en ligne sur Gallica.
- La Grammaire de mademoiselle Lili, [vignettes par Lorentz Froelich (1820-1908), gravure par Charles-Émile Matthis (1838-1893)], J. Hetzel (Paris), 1878, lire en ligne sur Gallica.
- L'avènement du suffrage universel, A. Cinqualbre (Paris), 1879, lire en ligne sur Gallica.

## Récompenses et distinctions

### Décorations
- Chevalier de la Légion d'honneur (4 février 1880)[10].

### Hommages

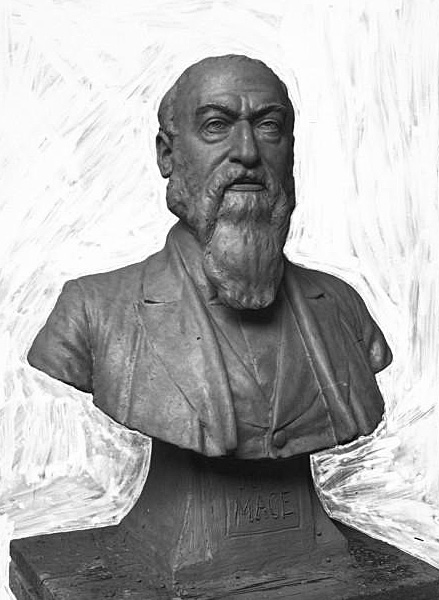
Buste de Jean Macé, photographie de presse (négatif sur verre), Agence Roll, 1912.

- En 1869, Jules Verne, auteur contemporain également édité chez Hetzel et co-directeur avec Hetzel et Macé du Magasin d'éducation et de récréation, met l'ouvrage de Jean Macé intitulé Les Serviteurs de l'estomac entre les mains du Pr Arronax dans Vingt Mille Lieues sous les mers[11]. Il le mentionne aussi dans le chapitre X de Paris au XXe siècle[12].
- Un monument à Jean Macé[13], réalisé par André Massoulle, fut inauguré le 13 juillet 1900 sur la place Armand-Carrel dans le 19e arrondissement de Paris[14]. Les éléments de bronze ont été fondus sous l'Occupation. Le piédestal du monument est resté en place pendant un certain temps, puis a été remplacé en 1961 par une borne de granit comportant un médaillon de bronze réalisé par Albert David.
- La place Jean-Macé lui est dédiée à Lyon ; la mairie du 7e arrondissement et un marché s'y trouvent. Une gare et un arrêt de métro portent le même nom.
- La place Jean-Macé lui est également dédiée à Cocheren en Moselle, ainsi qu'un collège et le gymnase municipal.
- La médiathèque de Château-Thierry lui est dédiée.
- L'école primaire et maternelle et la résidence HLM Jean Macé à Limoges sont nommées en son honneur.
- En 2015, Jean Macé est le vingt-et-unième personnage le plus célébré au fronton des 67 000 établissements d'enseignement français : son identité a été attribuée à 235 écoles, collèges et lycées, derrière Saint Joseph (880), Jules Ferry (642), Notre-Dame (546), Jacques Prévert (472) et Jean Moulin (434)[15].
- En 2016, à l'occasion des cent-cinquante ans de la Ligue de l'enseignement, l'exposition « Jean Macé, le livre et les bibliothèques » se tient à l'Hôtel du département du Bas-Rhin[16].